# Gürhan Gürsoy
Gürhan Gürsoy (ur. 24 września 1987 w Kyrdżali) – turecki piłkarz pochodzenia bułgarskiego grający na pozycji lewoskrzydłowego lub ofensywnego pomocnika w Tepeciku Belediyespor.
Posiada dwa obywatelstwa: tureckie i bułgarskie.
Wystąpił w 77 spotkaniach młodzieżowych reprezentacji Turcji, w której barwach strzelił 14 bramek.

## Trofea
- 2005 – Mistrzostwo Turcji z Fenerbahçe SK.
- 2007 – SuperPuchar Turcji z Fenerbahçe SK.